# Szkoła Podstawowa im. Ojca Świętego Jana Pawła II w Gorzycach
Szkoła Podstawowa im. Ojca Świętego Jana Pawła II w Gorzycach – szkoła podstawowa w Gorzycach.

## Historia
Początki szkolnictwa parafialnego w Gorzycach sięgają początków XIX wieku, gdy w 1830 roku już od jakiegoś czasu istniała szkoła parafialna przy miejscowej cerkwi. W 1835 roku nauczycielem był adjutor Daniel Doda, a w latach 1847–1849 nauczycielem był adjutor Grzegorz Bednarz i było 9 uczniów.
W 1882 roku powstały szkoły ludowe w Tryńczy, Ubieszynie i Jagielle.
W 1893 roku Gorzyce otrzymały bezprocentową pożyczkę na budowę szkoły. W latach 1893–1895 została zbudowana szkoła murowana w Gorzycach (schematyzmy greckokatolickiej eparchii przemyskiej z lat 1893, 1894, 1895 podają: szkoły w Tryńczy, Ubieszynie, Woli Buchowskiej, szkoła w Gorzycach muruje się – [въ Горицяхъ муруєся]).

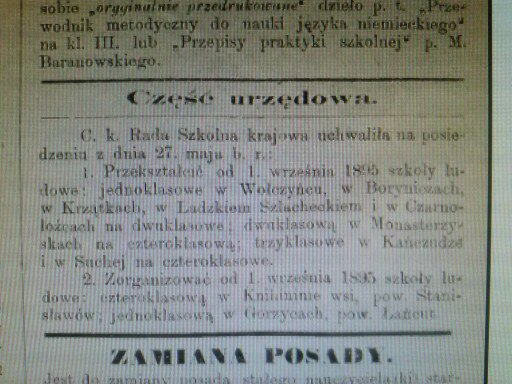
Opis ustanowienia szkoły w Gorzycach w 1895 roku

Szkoła ludowa jednoklasowa w Gorzycach powstała na podstawie uchwały C.k. Rady szkolnej krajowej z dnia 27 maja 1895 roku. Szkoła rozpoczęła działalność 1 września 1895 roku, a jej pierwszym nauczycielem został Jan Bróź. Szkoła była płatna 30 kopiejek od numeru domu. W latach 1896–1903 nauczycielem był Feliks Świątecki, a w latach 1903–1929 Tomasz Brzęś (w 1917 roku mianowano go kierownikiem 2-klasowej szkoły w Gorzycach), a w 1929 roku został jako kierownik 4-letniej szkoły w Gorzycach – spensjonowany (przeniesiony na emeryturę).
12 czerwca 1909 roku szkołę odwiedził bp Józef Sebastian Pelczar, który przez Gorzyce przejeżdżał na wizytację do Sieniawy. W 1914 roku C.k. Rada szkolna krajowa, w okręgu przeworskim przekształciła 1-klasowa szkołę ludową na 2-klasową.
Od 1902 roku szkoła posiadała nauczycieli pomocniczych, którymi byli: Tomasz Brzęś (1902–1903),
Honorata Nitka (1903–1905), Adela Domiczkówna(1905–1906),
Olga Olechowska(1906–1909), Józef Ćwikła (1908–1909), Bronisława Tylkowa (1909–1911),
Stanisław Mizia (1909–1911),
Bronisława Jasieniakówna (1911–1914?),
Marian Nowak (1912–1914?), Bronisława Nowakowa z Jasieniaków (1913–1914), Michał Weselak (1913–1914?), Eugenia Ostrowska (1913–1914?), Stanisława Maria Jaruszewska (do 1932 roku) i Zofia Emilia Brzęsiówna, Petronela Kohutówna (do 1932 roku). W 1913 roku szkoła była płatna 60 centów od numeru domu i dochodu cerkwi. Według spisu szkół z 1924 roku: szkoła była 3-klasowa, murowana o 3 salach lekcyjnych i posiadała 2 morgi pola jako uposażenie dla kierownika szkoły.
Na początku II wojny światowej, na skutek działań wojennych, szkoła została zniszczona. Po wyzwoleniu tych terenów spod okupacji faszystowskiej (27 lipca 1944 roku) pozostały poniemieckie drewniane baraki wojskowe, z których pierwszy zaadaptowano na kościół parafialny, a drugi na szkołę powszechną siedmioklasową. W 1964 roku rozpoczęto budowę nowoczesnej szkoły, którą oddano do użytku 22 lipca 1965 roku jako tzw. tysiąclatkę.
W 1992 roku podjęto decyzję o rozbudowie szkoły; nową część oddano do użytku 9 października 1997 roku, którą poświęcił bp Stefan Moskwa. W 1999 roku na mocy reformy oświaty zorganizowano 6-letnią szkołę podstawową i 3-letnie gimnazjum. 14 października 2009 roku szkole nadano imię papieża św. Jana Pawła II. W latach 2011–2012 dobudowano halę sportową, którą oddano do użytku 6 grudnia 2012 roku. W 2017 roku na mocy reformy oświaty przywrócono 8-letnią szkołę podstawową.
Kierownicy i dyrektorzy szkoły:
1895–1896. Jan Bróź
1896–1903. Feliks Świątecki
1903–1929. Tomasz Brzęś
1930–1938. Tomasz Szerszeń,
1938–1947. Edmund Dąbrowski,
1947–1959. Tomasz Szerszeń,
1959–1960. Maria Byrwa,
1960–1963. Bronisław Kowalski,
1963–1974. Rozalia Smólska,
1974–1982. Stanisław Maziarz,
1982–1984. Kazimiera Maziarz,
1984–1996. Janina Kogut,
1996–1999. Andrzej Swatek,
1999–2004. Zofia Czerwonka (szkoła podstawowa),
1999–2018. Andrzej Swatek (gimnazjum, od 2004 Zespół Szkół),
2018–2023. Izabela Misiło,
2023– nadal Zygmunt Kulpa.

## Znani absolwenci
- Henryk Ficek – wojewoda rzeszowski (1981–1990),
- ks. prał. Adolf Kowal – dziekan i proboszcz w Błażowej,
- Stanisław Perykasza – malarz, rzeźbiarz.